# Max (filme)
Max (bra: Max: O Cão Herói) é um filme norte-americano lançado em 2015 sobre um cão do exército que é repassado para a família de um soldado da marinha, após seu dono desaparecer em um confronto.

## Elenco
- Josh Wiggins como Justin Wincott
- Carlos como Max
- Dejon LaQuake como Chuy
- Thomas Haden Church como Raymond "Ray" Wincott
- Robbie Amell como Kyle Wincott
- Lauren Graham como Pamela Wincott
- Luke Kleintank como Tyler Harne
- Jay Hernandez como Sgt. Reyes
- Miles Mussenden como Major Miles
- Mia Xitlali como Carmen
- Owen Harn como Deputado Stack
- Joseph Julian Soria como Emilio

## Recepção
Em pesquisas do CinemaScore conduzidas durante o fim de semana de abertura, o público do cinema deu a Max uma nota média de "A" em uma escala de A + a F.
No consenso do agregador de críticas Rotten Tomatoes diz: "Max tem boas intenções e tenta voltar aos clássicos recursos familiares, mas seu enredo desarticulado e manipulador supera os esforços de suas talentosas estrelas humanas e caninas." Na pontuação onde a equipe do site categoriza as opiniões da grande mídia e da mídia independente apenas como positivas ou negativas, o filme tem um índice de aprovação de 38% calculado com base em 100 comentários dos críticos. Por comparação, com as mesmas opiniões sendo calculadas usando uma média aritmética ponderada, a nota alcançada é 4,8/10.
Em outro agregador, o Metacritic, que calcula as notas das opiniões usando somente uma média aritmética ponderada de determinados veículos de comunicação em maior parte da grande mídia, tem uma pontuação de 47/100, alcançada com base em 25 avaliações da imprensa anexadas no site, com a indicação de "revisões mistas ou neutras ".

## Sequência
Uma sequência, Max 2: White House Hero, foi lançada nos cinemas em 5 de maio de 2017. Foi lançada digitalmente em 9 de maio de 2017 e em Blu-ray e DVD em 23 de maio de 2017. No entanto, esta sequência é mais alegre e familiar do que o filme anterior.